# Меркјури Седам
Меркјури Седам (енгл. Mercury Seven) је група од седам америчких астронаута, изабраних 1959. године од стране америчке агенције НАСА да управљају експерименталном летелицом и путују у космос. Ова група је ушла у историју као прва астронаутска група САД. Чинило ју је седам пробних пилота, војних лица (одлука тадашњег америчког председника Двајта Ајзенхауера), не старијих од 40 година, не виших од 1,80 m, са факултетским дипломама из области науке, технологије, инжењерства или математике (мада двојица у време селекције нису имала факултетске дипломе), здравствено способни, и физички и ментално, за пут у космос.
Програм Меркјури у којем су учествовали трајао је до 1963. године. У периоду од 1961. до 1963. летело је шест астронаута. Два лета 1961. су била суборбитална (замишљена да дођу до свемира, али не и у орбиту око Земље), четири су била орбитална. Први Американац у свемиру је постао Алан Шепард, а затим су га редом следили Верџил Грисом, Џон Глен, Скот Карпентер, Волтер Шира и Гордон Купер. Доналд Слејтон је једини астронаут из групе који није полетео у космос, иако је то било планирано, због откривених проблема са срцем. Ипак, у космос је полетео 1975. на лету Аполо-Сојуз Тест Пројекат.
Чланови ове селекције летели су на сва четири примарна свемирска програма НАСА — Меркјури (Карпентер, Купер, Глен, Грисом, Шепард, Шира), Џемини (Купер, Грисом, Шира), Аполо (Шепард, Шира, Слејтон) и Спејс-шатл (Глен).

## Астронаути
- Џон Хершел Глен млађи (1921—2016), Марински корпус САД (2 лета)
- Верџил Ајван Грисом (1926—1967), Америчко ратно ваздухопловство (2 лета)
- Малколм Скот Карпентер (1925—2013), Америчка ратна морнарица (1 лет)
- Лирој Гордон Купер млађи (1927—2004), Америчко ратно ваздухопловство (2 лета)
- Доналд Кент Слејтон (1924—1993), Америчко ратно ваздухопловство (1 лет)
- Алан Бартлет Шепард млађи (1923—1998), Америчка ратна морнарица (2 лета)
- Волтер Марти Шира млађи (1923—2007), Америчка ратна морнарица (3 лета)